# Jurinella corpulenta
Jurinella corpulenta là một loài ruồi trong họ Tachinidae.